# IQFoil
De IQFoil is de zeilplank die door de ISAF geselecteerd werd om de RS:X-klasse te vervangen voor de Olympische spelen van 2024.

## Uitslagen Olympische Spelen

### Heren
| Jaar | Locatie | Goud | Goud        | Zilver | Zilver      | Brons | Brons              |
| ---- | ------- | ---- | ----------- | ------ | ----------- | ----- | ------------------ |
| 2024 | Parijs  | ISR  | Tom Reuveny | AUS    | Grae Morris | NED   | Luuc van Opzeeland |

### Dames
| Jaar | Locatie | Goud           | Goud | Zilver        | Zilver | Brons       | Brons |
| ---- | ------- | -------------- | ---- | ------------- | ------ | ----------- | ----- |
| 2024 | ITA     | Marta Maggetti | ISR  | Sharon Kantor | GBR    | Emma Wilson |       |